# Route départementale 14 (Yvelines)
 (août 2022).
Si vous disposez d'ouvrages ou d'articles de référence ou si vous connaissez des sites web de qualité traitant du thème abordé ici, merci de compléter l'article en donnant les références utiles à sa vérifiabilité et en les liant à la section « Notes et références ».
Pour les articles homonymes, voir Route départementale 14.
La route départementale 14 ou D14, est un axe nord-sud secondaire du sud-ouest du département des Yvelines. Elle relie Hardricourt à  Aubergenville .

## Itineraire
- Hardricourt
- Gaillon-sur-Montcient
- Meulan-en-Yvelines
- Les Mureaux
- Flins-sur-Seine
- Aubergenville